# Дисконтирана стойност
Дисконтираната стойност е стойността на бъдещите парични плащания в/към стойността на предоставения в заем кредитен ресурс. Определянето на дисконтираната стойност обичайно се използва в икономиката и финансите като инструмент за сравняване между настоящия и бъдещ паричен поток по различно време. Дисконтираната стойност определя предварително цената на финансовата инвестиция за инвеститора за бъдещия определен период от време по анюитета. Тази цена на кредитния ресурс се включва (отчита) в дисконтова ставка въз основа на следните рискови фактори:
1. инфлацията;
2. срока на заема;
3. присъщия риск;
4. стойността на парите предвид фактора време;
5. други фактори.

Нарастването към даден момент в бъдеще се изчислява чрез умножение на предходните парични потоци (платежни потоци) в коефициент на нарастване {\displaystyle k_{s}\,}:
{\displaystyle k_{s}=(1+i)^{n}\,}
Дисконтирането или Сконтирането се изчислява посредством умножение на бъдещите парични потоци (платежни потоци) в дисконтов коефициент {\displaystyle k_{d}\,}:
{\displaystyle k_{d}={\frac {1}{(1+i)^{n}}}\,}
където
- {\displaystyle i} – е процентната ставка или дисконтовата ставка,
- {\displaystyle n} – периода от време